# Iglesia de la Asunción (Torija)
La iglesia de la Asunción de Nuestra Señora es un templo católico de la localidad española de Torija, en la provincia de Guadalajara.

## Descripción
Se ubica en la plaza de la Iglesia de la localidad guadalajareña de Torija, en Castilla-La Mancha. Situada al suroeste de la población, junto al castillo y las escuelas, su construcción data del siglo XVI, si bien fue restaurada en los siglos XVIII y XX. Sigue las pautas del estilo plateresco, pero fue concebida en origen en estilo tardogótico o prerrenacentista, y continuada en plateresco hasta llegar a soluciones del Renacimiento clásico en su portada principal. Fue costeada por el primer vizconde de Torija y conde de Coruña, Lorenzo Suárez de Figueroa, mas fue el hijo de este, Bernardino Suárez de Mendoza quien la erigió.

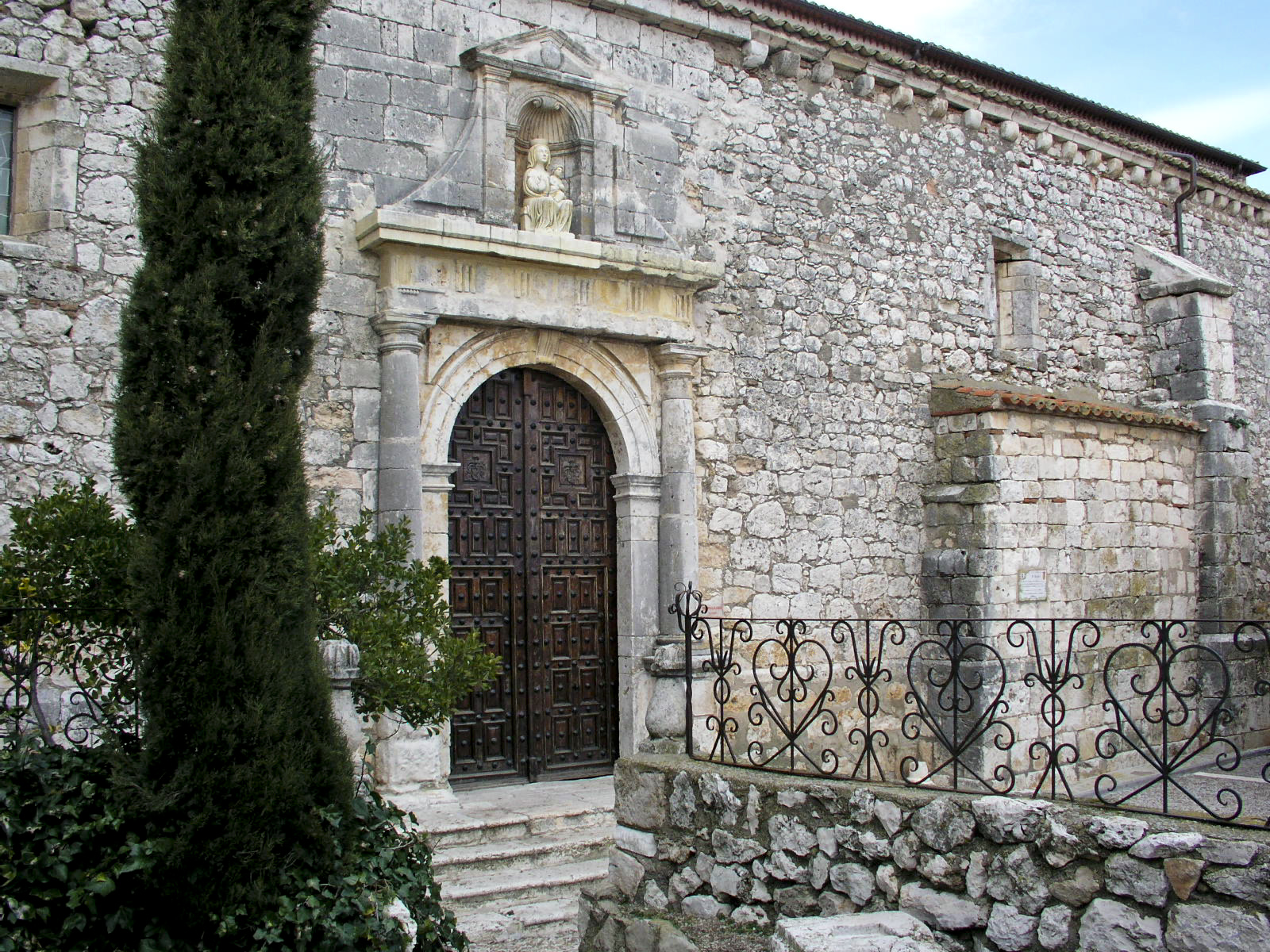
Puerta

El templo es de planta basilical, de tres naves con crucero que no sobresale en planta y ábside rectangular elevado. En la cabecera de la nave del evangelio se halla la sacristía, dividida en varias dependencias, fue totalmente reconstruida tras la guerra civil. En la misma nave hay una capilla adosada a la construcción que data del siglo XVII. En el último tramo de la nave se encuentran las escaleras de acceso al coro, situado en alto a los pies del templo. Este coro es de estilo barroco y desde él se accede a la torre castillera. La torre es de planta cuadrada, consta de cuatro cuerpos señalados por cornisas y cobija cuatro campanas; bajo ella se encuentra el baptisterio, también de planta cuadrada, sito ya en la nave de la epístola. A continuación se encuentra la puerta de acceso, enfrentada a otra en desuso. En el primer tramo de la nave de la epístola hay otra capilla adosada con posterioridad.
En el interior las naves se dividen en cuatro tramos por arco de medio punto sobre columnas achaflanadas, la nave central es más alta que las laterales. El arco triunfal de acceso al presbiterio es una notable muestra del plateresco covarrubiesco en su primera etapa, tallado en piedra con decoración de grutesco y motivos vegetales. La influencia covarrubiesca se manifiesta también en la cubierta de las tres capillas del crucero y en la del ábside, realizada con bóvedas de crucería con terceletes cuyas nervaduras descansan sobre ménsulas prerrenacentistas. La cubierta de las tres naves es de bóveda rebajada con lunetos, aunque, según consta en el inventario de la iglesia de 1954, esta cubierta se construyó en el siglo XVIII, siendo la original un riquísimo artesonado del que se conserva un fragmento en el ángulo izquierdo del coro. La capilla mayor se cubre con bóveda de crucería apoyada sobre ménsulas con escudos policromos. La capilla bautismal, que data del siglo XVI, se cierra con bóveda de terceletes. a iglesia se ilumina a través de seis ventanas rectangulares o de arco semicircular abocinadas sin mucho interés artístico. La pavimentación, moderna, es de baldosas de terrazo.
En el exterior el material empleado es el sillar labrado en las zonas más importantes (portada o torre, por ejemplo) y mampostería en el resto de la construcción. En reparaciones recientes se habría utilizado ladrillo enfoscado. Se cubre con teja curva, árabe, y a dos aguas, sostenida en el alero por cornisa sobre canecilos lisos de tradición mudéjar.
La portada principal, elevada sobre una escalerilla de cuatro peldaños, se estructura con base en un arco de medio punto moldurado, con la clave en relieve, enmarcado por dos columnas de orden dórico sobre grandes cubos rectangulares labrados. El entablamento está formado por arquitrabe liso, friso decorado con metopas y trigifos y cornisa moldurada. Está rematado por una hornacina avenerada entre pilastras de orden dórico que soportan un frontón con un escudo en el centro. El acceso de la fachada norte es de arco de medio punto dovelado con puerta de madera. El ábside está transformado en su aspecto exterior por las diversas construcciones a él adosadas que forman las dependencias de la sacristía. Entre los bienes muebles con que cuenta la iglesia se encuentran elementos escultóricos —como retablos y sagrario—, pictóricos, de rejería y las campanas.
El 30 de abril de 1991, el inmueble fue declarado Bien de Interés Cultural, con la categoría de monumento, en un decreto publicado el 15 de mayo de ese mismo año en el Diario Oficial de Castilla-La Mancha.